# Ouniversitet (métro de Moscou)
Ouniversitet (en russe : Университе́т et en anglais : Universitet, littéralement: Université), est une station de la ligne Sokolnitcheskaïa (ligne 1 rouge) du métro de Moscou, située sur le territoire du raïon Ramenki dans le district administratif ouest de Moscou.  Elle dessert notamment l'Université d'État de Moscou.

## Situation sur le réseau
Établie en souterrain, à 27 mètres au-dessous du niveau du sol, la station Ouniversitet est située au point 0100+10,3 de la ligne Sokolnitcheskaïa (ligne 1 rouge), entre les stations Vorobiovy gory (en direction de Boulvar Rokossovskogo) et Prospekt Vernadskogo (en direction de Salarievo).

## Histoire
La station est ouverte en 1959 et se compose de pylônes rectangulaires de marbre blanc et de murs carrelés. Les architectes de la station sont V.A. Litvinov, M.F. Markovski, L.V. Lile et V.V. Dobrakovski. Les deux vestibules circulaires d'entrée, dessinés par Ivan Taranov, sont situés de part et d'autre de l'avenue Vernadskogo, sur l'avenue Lomonosovski.

## Services aux voyageurs

### Desserte

Installations et desserte
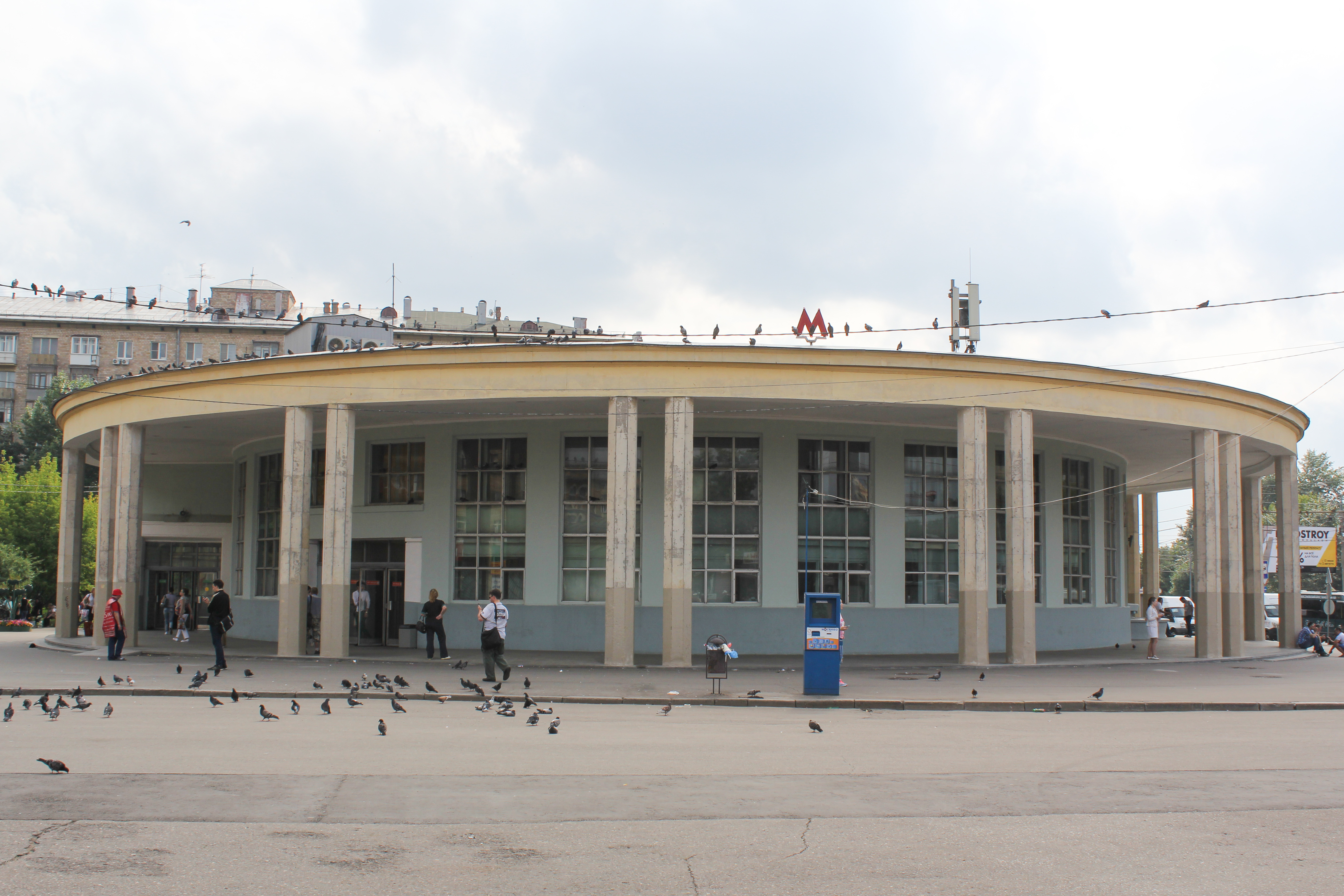
Accès.
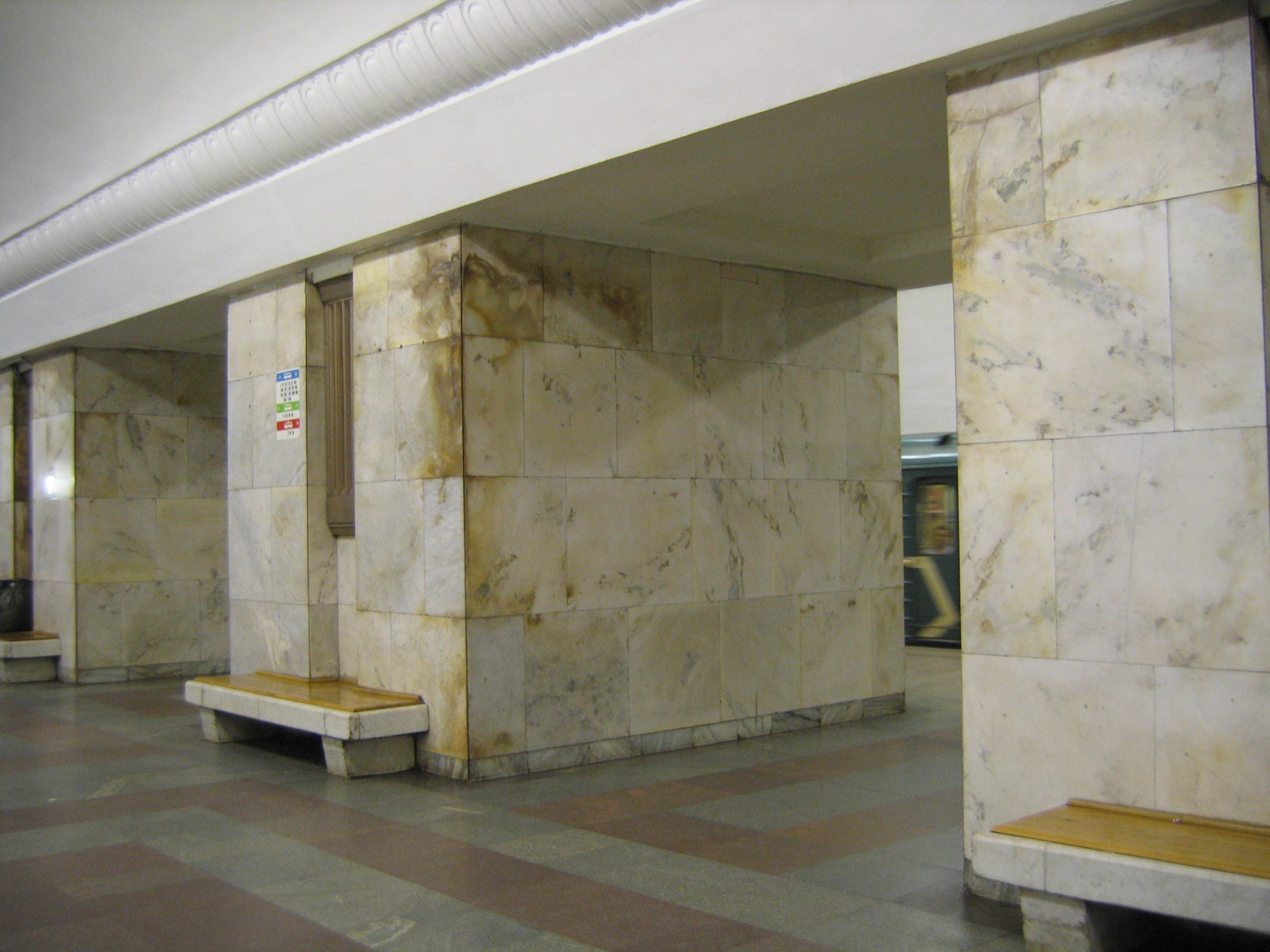
2007
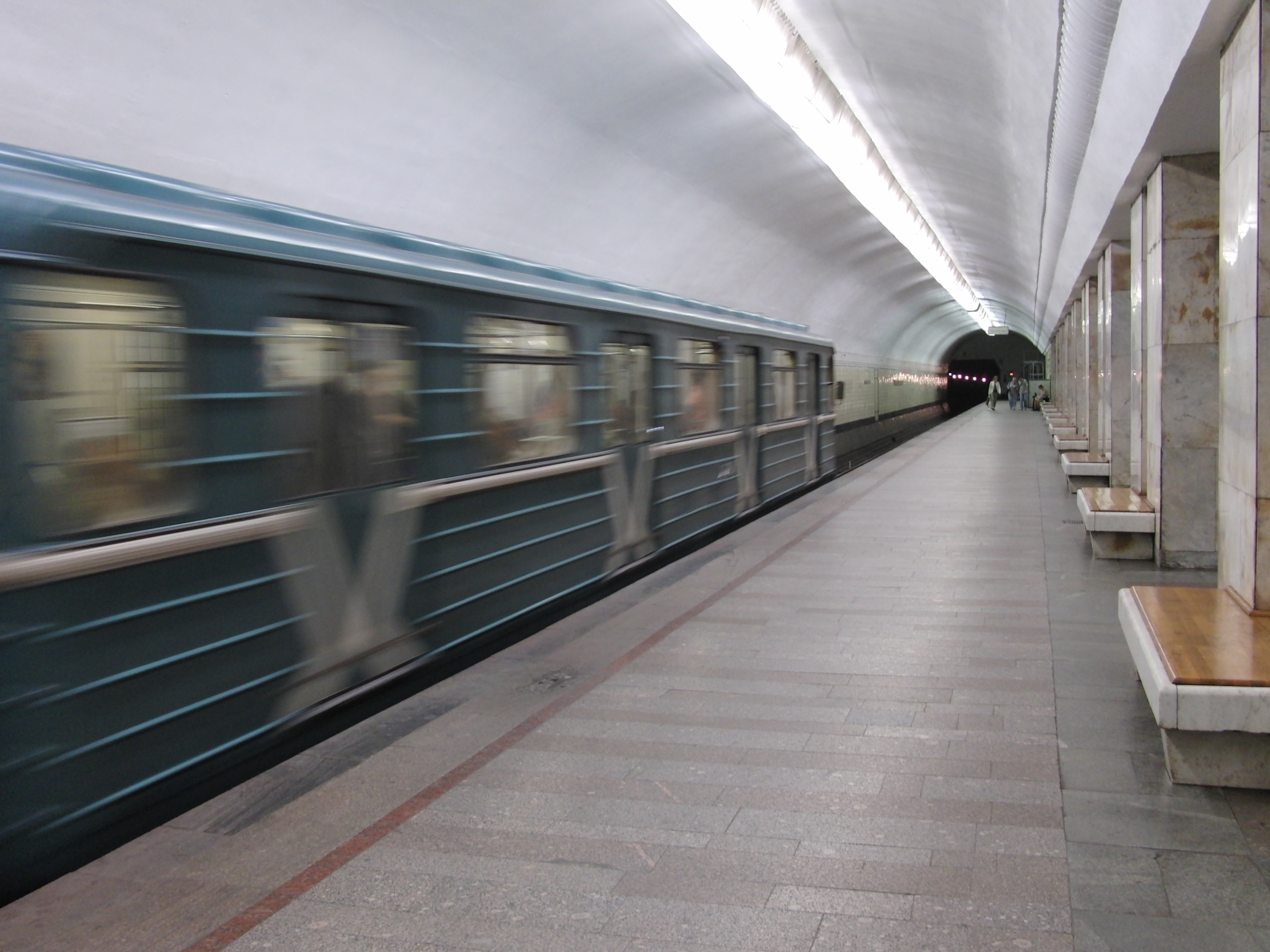
2010.